# 大阪府立桜宮高等学校
大阪府立桜宮高等学校（おおさかふりつ さくらのみやこうとうがっこう）は、大阪府大阪市都島区毛馬町に所在する公立高等学校。

## 概要
1916年に創立した。旧制桜宮高等女学校を経て、1948年の学制改革で大阪市立桜宮高等学校となる。2022年度の大阪府への移管により大阪府立桜宮高等学校となっている。
旧制学校時代は大阪市北区桜宮（現在の大阪市立北稜中学校の場所）に校舎があったが、1955年に都島区の現在地に移転している。
全日制普通科のほか、人間スポーツ科学科（各学年120名）を併設している。また知的障害生徒自立支援コースを設置し、別枠の入学試験を実施して知的障害生徒3名を受け入れている。

## 沿革

### 旧制学校
大阪市北区の区会が、大正天皇即位記念事業として泉布観に実科女学校を設立することを決め、1914年3月に設立が認可された。しかし財政難のため開校が延期され、1916年からの開校となった。
1916年4月、大阪市北区実科女学校として開校した。開校当初は第一盈進高等小学校を仮校舎とした。1917年には泉布観の払い下げを受け、同地の一角・大阪市北区新川崎町（現在の大阪市北区天満橋1丁目）に移転している。
北区会は1922年6月28日、高等女学校令に準拠する教育課程へと学科課程を改正した。大阪市会は1927年2月14日、従来の北区の区有財産としての運営から、市直営の実科高等女学校へと移管することを決定した。直後の1927年4月1日付で大阪市立実科高等女学校に改称している。
1934年4月1日には大阪市立桜宮高等女学校へと改称している。

### 新制高等学校
学制改革により、1948年に大阪市立桜宮高等学校となった。全日制普通科を設置した。
しかし校舎を新制の大阪市立都島第二中学校（現在の大阪市立桜宮中学校）に転用することになったことに伴い、大阪市南区西賑町（現在の中央区谷町6丁目）の大阪市立南高等学校内に移転し、南高等学校と同居する形となった。このため、当時の名称として「大阪市立南桜宮高等学校」と併称することもあった。
1950年3月には南高等学校との同居を解き、北区の大阪市立滝川小学校への移転をおこなった。1953年8月には現在地に新敷地が決定し、1955年5月に新校舎第一期工事が完成した。1955年より3年生が現在地へ移転し、1957年には現在地への全面移転が実現した。
なお旧制学校時代に使用されていた校地は、大阪市立桜宮中学校が退去したのち、1952年10月より大阪市立北稜中学校が入っている。

### 体育科の設置
大阪市立の高等学校では1980年代以降、「意欲的で目的意識の明確な生徒の入学により学校が活性化することをねらい」として、府立高等学校とは異なった形での学校特色化の動きが進んだ。市立の普通科系高等学校では普通科目を深化させて学ぶ専門学科設置の動きが生まれた。
これを受け、1980年には体育科が設置された。同校での体育科の設置は大阪府内の公立高等学校では初めてとなり、また大阪市立の普通科系高等学校での専門学科併設としても初めての事例となった。さらに、1999年にはスポーツ健康科学科が設置された。

### 体罰自殺事件と体育系学科再編
バスケットボール部の部員だった生徒が2012年12月23日に自殺し、同部顧問教員から部員への体罰・暴力行為があったと指摘された。調査や遺族との調整などを経て、2013年1月8日に大阪市教育委員会が事実関係を報道発表し、大きな社会問題となった。
この事件に関連して2013年1月15日、大阪市長橋下徹が大阪市教育委員会に対して、2013年度の桜宮高等学校の体育系学科の入試を中止するよう要望した。これに関しては「受験を準備していた受験生が直前になって受験できなくなるのは乱暴すぎる。体罰の責任を受験生に押しつけるのは筋違い」として、学校関係者・中学校校長会・弁護士有志・市民・市会議員などから批判が出た。学校関係者や弁護士らは、入試実施を求める要望書を提出した。大阪市会では各会派がそれぞれ、2013年1月の市会文教経済委員協議会で入試実施を求める質疑をおこない、市会各会派から入試実施を求める要望書提出をおこなった。しかし大阪市教育委員会は橋下の意向を受ける形で、「2013年度の体育科およびスポーツ科学科の入試を中止し、その分の定員を普通科に置き換える」とする措置を2013年1月21日の教育委員会会議で決定した。
その後体罰事件の反省を受けてカリキュラムの再検討などがおこなわれた上で、2014年に体育科とスポーツ健康科学科を改組する形で、人間スポーツ科学科を新設した。

### 府立移管
2010年代になると、大阪市立の高等学校全校を大阪府に移管する構想が浮上した。移管方針が具体化し、2020年12月に大阪市会および大阪府議会で移管に関連する条例が可決された。大阪市立の高等学校全校は2022年度より大阪府に移管されることになり、桜宮高等学校は移管後「大阪府立桜宮高等学校」の名称に変更された。

### 年表
- 1916年4月1日 - 北区実科女学校として開校。
- 1927年4月1日 - 大阪市立実科高等女学校に改称。
- 1934年4月1日 - 大阪市立桜宮高等女学校に改称。
- 1948年4月1日 - 学制改革により、大阪市立桜宮高等学校に改称。
- 1948年 - 大阪市立南高等学校内に移転し、同校と同居。
- 1950年 - 大阪市立滝川小学校（北区）内に移転し、独立校舎となる。
- 1955年5月12日 - 現在地に新校舎竣工。
- 1957年1月17日 - 新校舎へ完全移転。
- 1980年4月1日 - 体育科設置。
- 1981年6月30日 - 体育館・室内温水プール増改築竣工。
- 1999年4月1日 - スポーツ健康科学科設置。
- 2006年4月1日 - 知的障害生徒自立支援コース設置。
- 2013年1月8日 - 桜宮高校バスケットボール部体罰自殺事件（2012年12月発生）が報道発表される。
- 2013年1月21日 - 体育科およびスポーツ健康科学科の入学試験中止が決定。この年は普通科のみの入試となった。
- 2014年 - 体育科とスポーツ健康科学科を改組し人間スポーツ科学科を新設。
- 2022年4月1日 - 大阪府に移管。大阪府立桜宮高等学校に改称。

## 部活動
野球部は、1982年3月に第54回選抜高等学校野球大会に出場した。
水泳部の中野悟は在学中の1964年、東京オリンピック日本代表に選ばれ、1500m自由形に出場した。
バスケットボール部は、第36回全国高等学校バスケットボール選抜優勝大会、第41回全国高等学校バスケットボール選抜優勝大会に出場、第41回ではベスト16に入った。
柔道部では、高校に入ってから柔道を始めた立野千代里が全国高等学校柔道選手権大会で3位となった。
女子ソフトボール部は、2011年にインターハイに出場した。

## アクセス
- JR 城北公園通駅北へ約800m

## 著名な出身者

### 政治・経済
- 吉田太一 - 実業家

### 芸能
- あづみれいか - 女優、元宝塚歌劇団
- 荒川美奈子 - 声優、「ひらけ!ポンキッキ」5代目お姉さん
- 磯部公彦（まるむし商店）- 漫才師
- ベイブルース（河本栄得・高山トモヒロ） - 漫才師
- 三島ゆかり - タレント
- 森本亮治 - 俳優
- ロングアイランド（松原侑潔・松尾侑治）- お笑いコンビ

### スポーツ
- 伊藤義博 - 元東北福祉大学硬式野球部監督、元桜宮高校野球部監督
- 上岡良一 - 元プロ野球選手
- 植田睦 - 元柔道選手
- 香川素子 - ボートレーサー
- 加納誠 - 元フィギュアスケート選手
- 河村秀則 - 元プロ野球選手
- 木下翔太 - ボートレーサー
- 木下博之 - バスケットボール選手
- 武田亘弘 - サッカー選手
- 立野千代里 - 元柔道選手
- 仲井宗基 - 高校野球指導者
- 土井善和 - 元社会人野球選手
- 中野悟 - 元水泳選手（在学中に1964年東京オリンピック出場）
- 藤瀬史朗 - 元プロ野球選手
- 増田仁子 - 元柔道選手
- 矢野燿大（輝弘） - プロ野球監督・元選手
- 山村武寛 - プロレスラー
- 鬼塚一聖 - プロレスラー

### そのほか関係者
- 里中満智子 - 漫画家（中退）
- 八木さおり - 女優（ミスマガジングランプリ。堀越学園高校へ転校）